# Reformierte Kirche Scharans

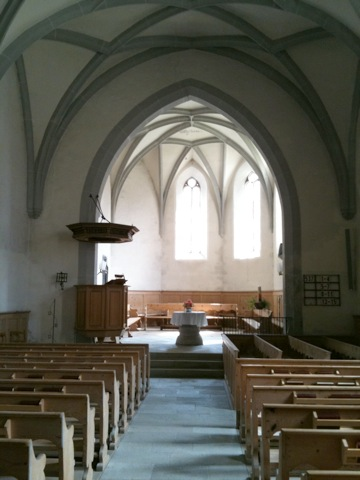
Innenansicht

Die reformierte Kirche in Scharans im Kanton Graubünden ist ein denkmalgeschütztes evangelisch-reformiertes Gotteshaus.

## Geschichte und Ausstattung
Die heutige Kirche ist ein Neubau der Baumeister Steffan Klain (Chor) und Andreas Bühler (Langhaus) aus der Zeit von 1489–1490. Am Sakramentshäuschen das Steinmetzzeichen von Bernhard von Puschlav, an einem Gewölbeanfänger jenes von Sebold Westtolf. Der Kirchturm mit Sichtmauerwerk zeigt romanischen Stil und wurde 1986 letztmals restauriert. Im Kircheninneren findet sich im Chor, der durch ein Netzgewölbe überspannt wird, ein eigentümlicher, ebenfalls romanischer Taufstein, zusammengesetzt aus zwei Halbkugeln. Die Kanzel mit dem Schalldeckel geht auf das 17. Jahrhundert zurück. Die Orgel wurde 1981 durch Orgelbau Kuhn AG erstellt.
In den Anfangsjahren der Bündner Wirren von 1618 bis 1620 war die Scharanser Kirche Predigtkirche von Jörg Jenatsch.

## Kirchliche Organisation
Innerhalb der Evangelisch-reformierten Landeskirche Graubünden bildet Scharans mit Fürstenau die Pastorationsgemeinschaft Scharans/Fürstenau.

## Galerie

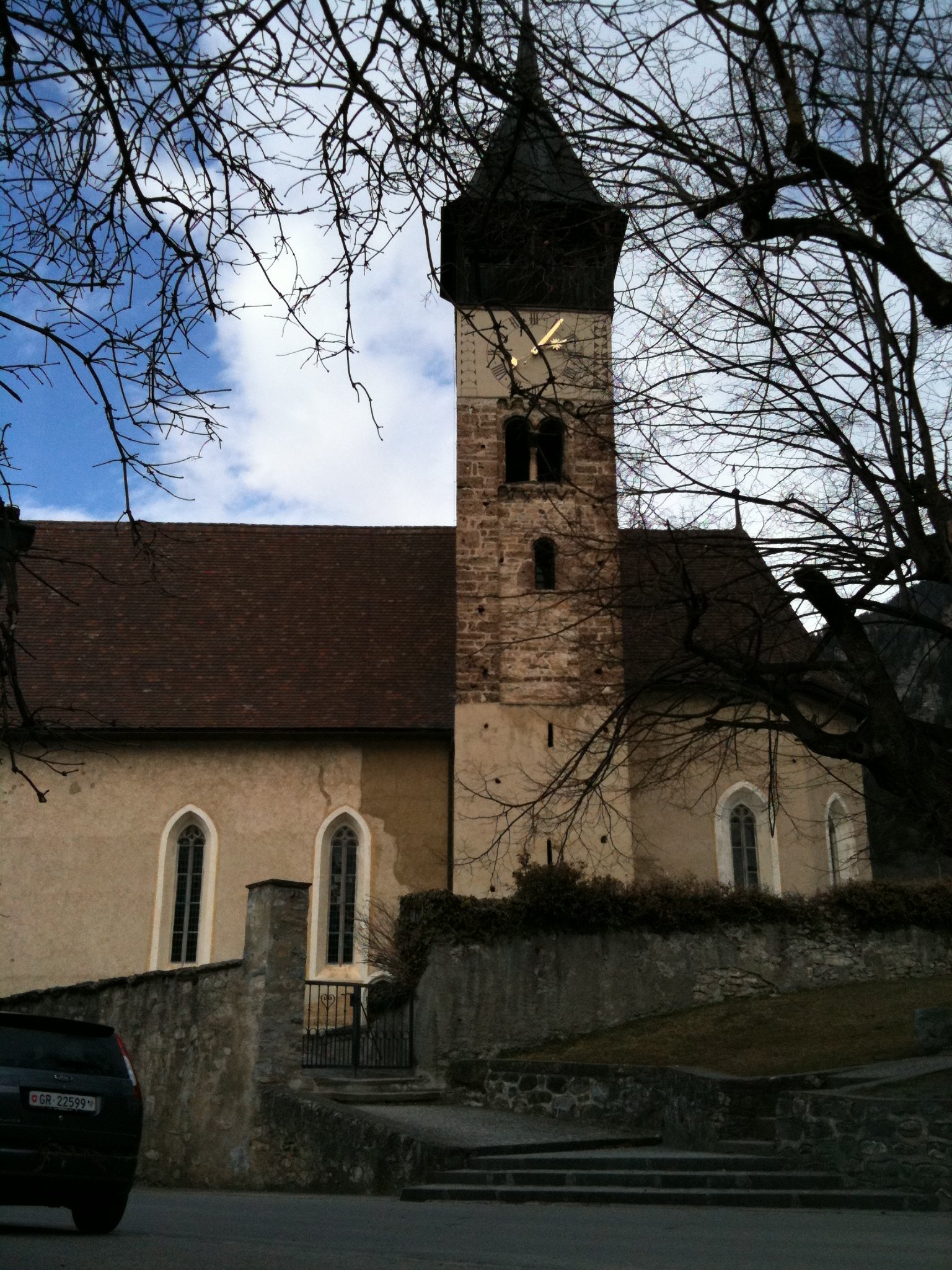
Aussenansicht
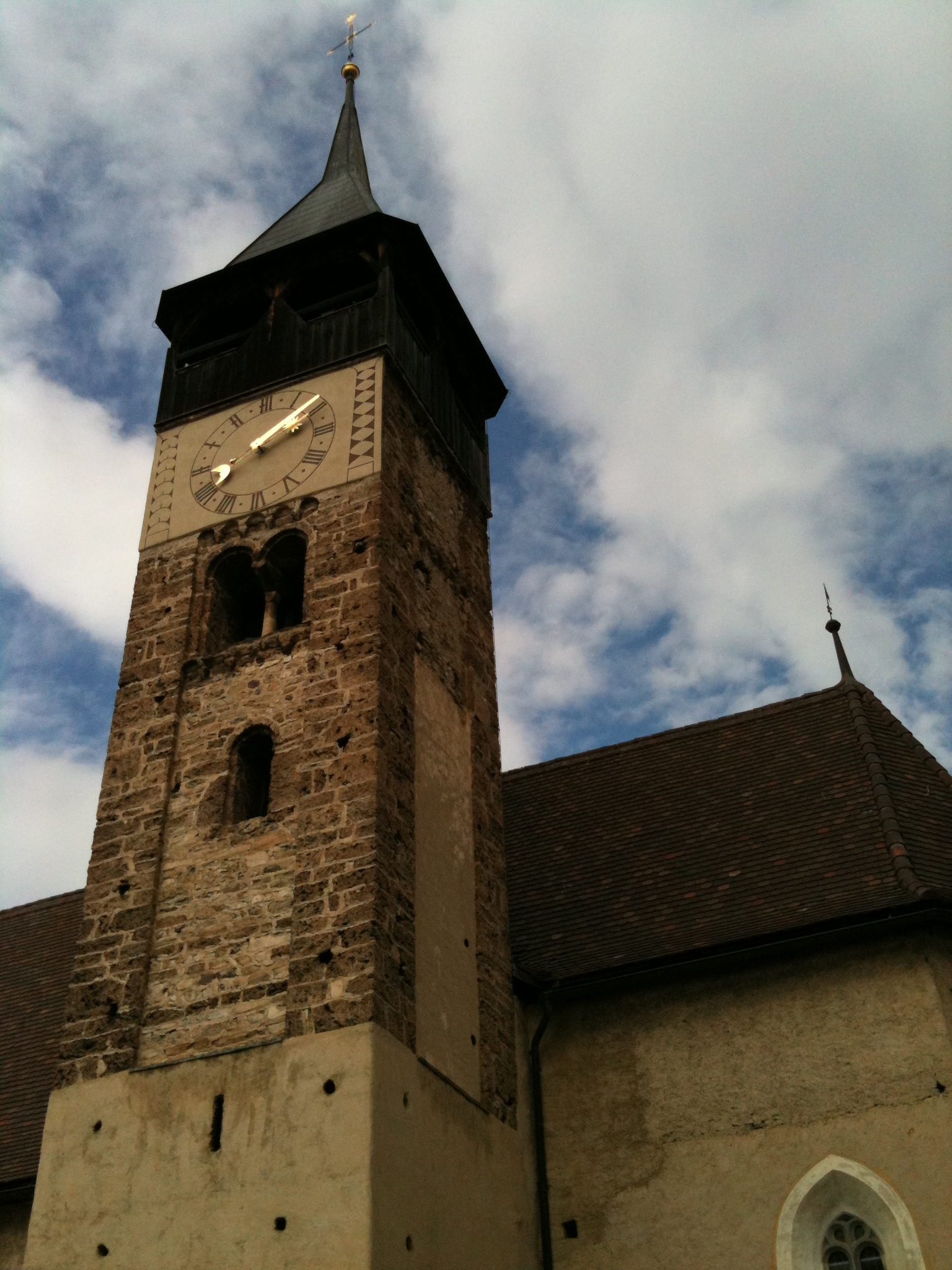
Turm
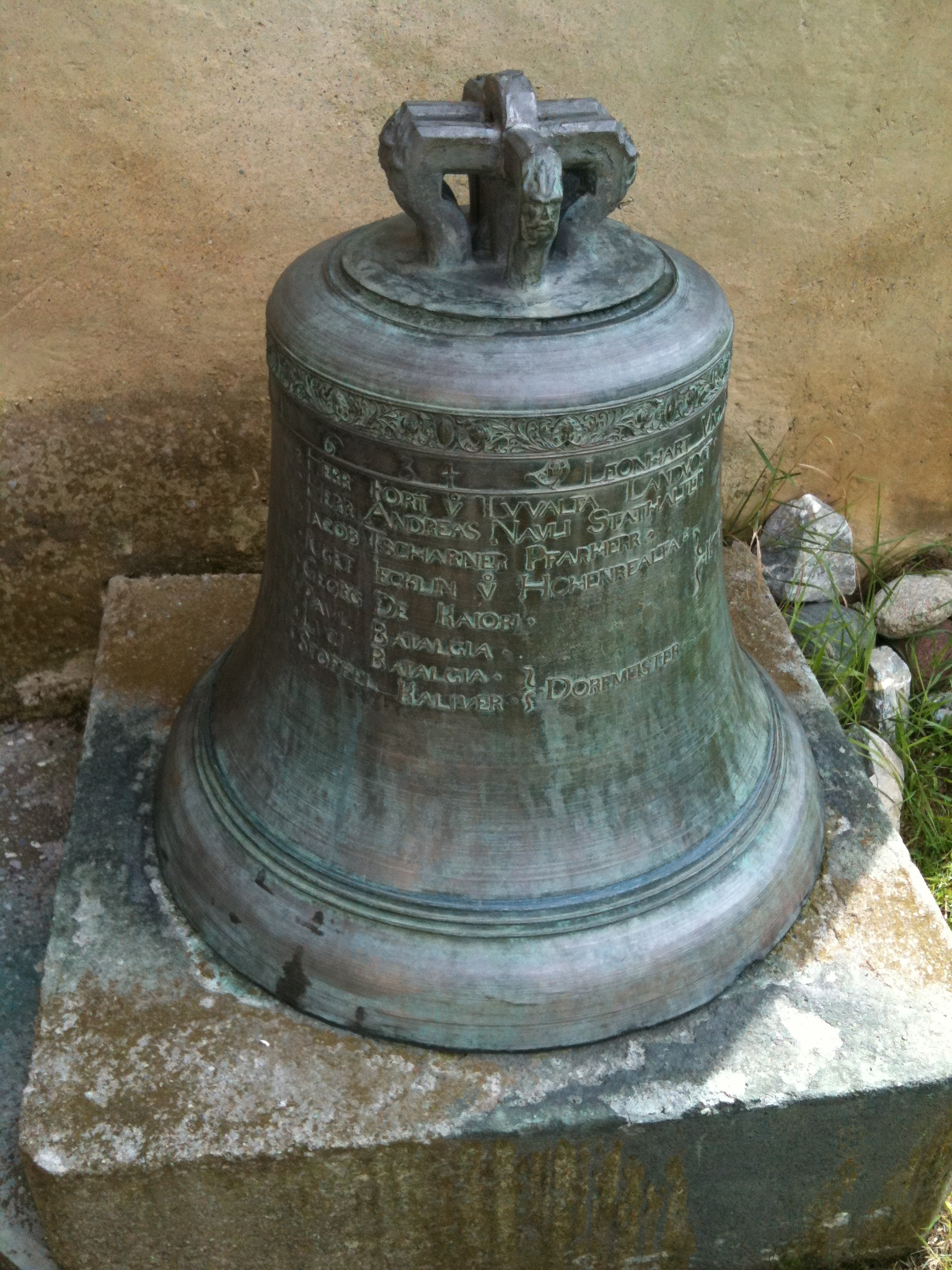
Alte Glocke von 1634 vor der Kirche
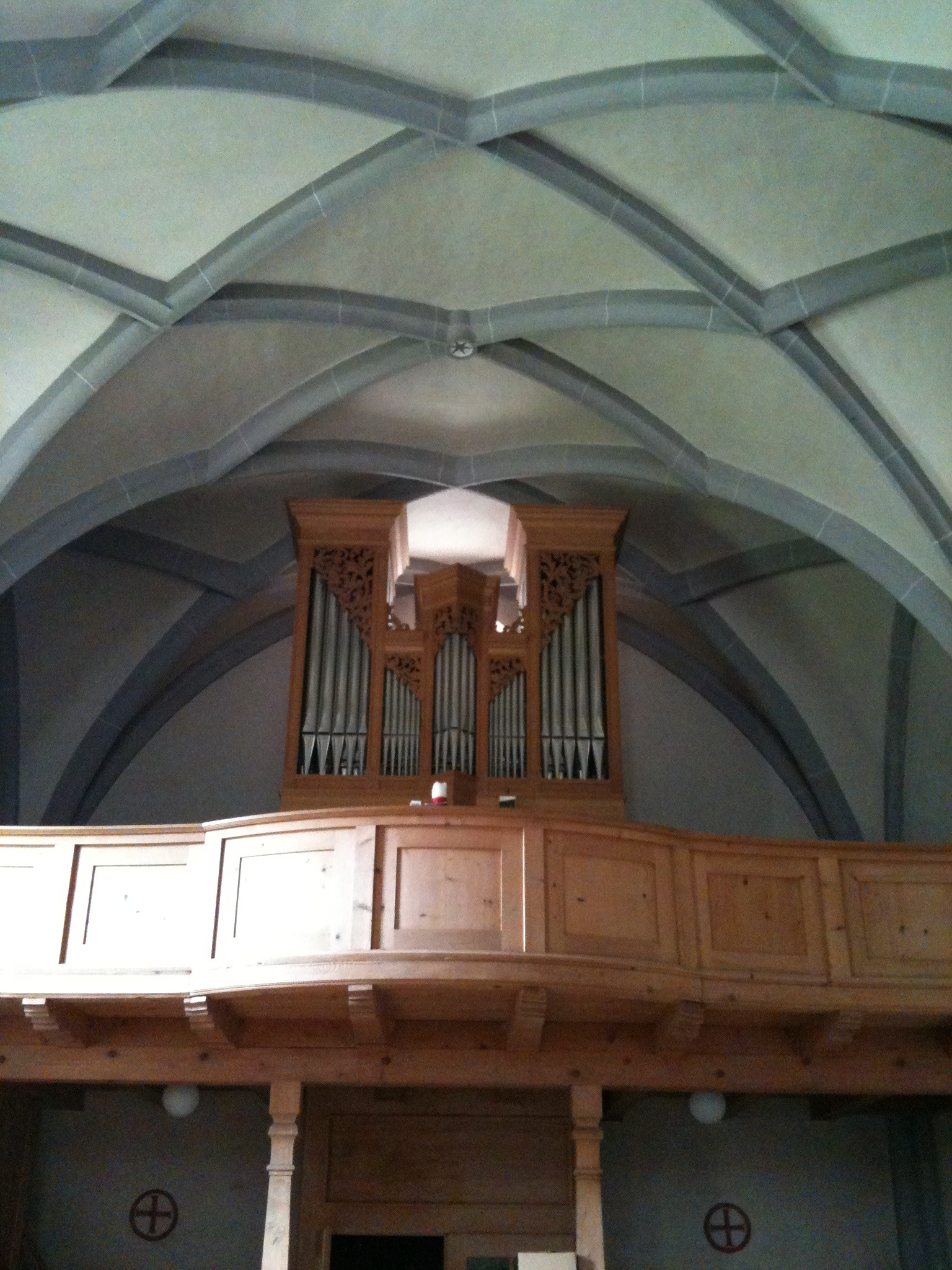
Orgel
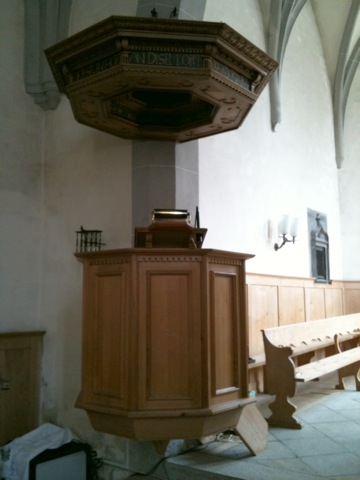
Kanzel
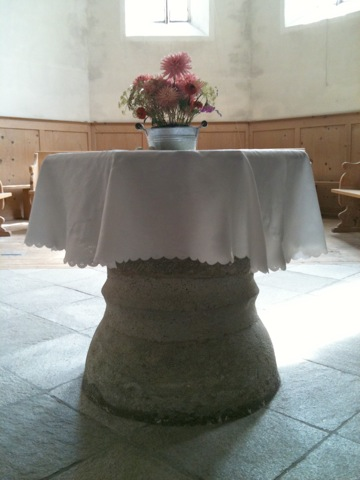
Taufstein
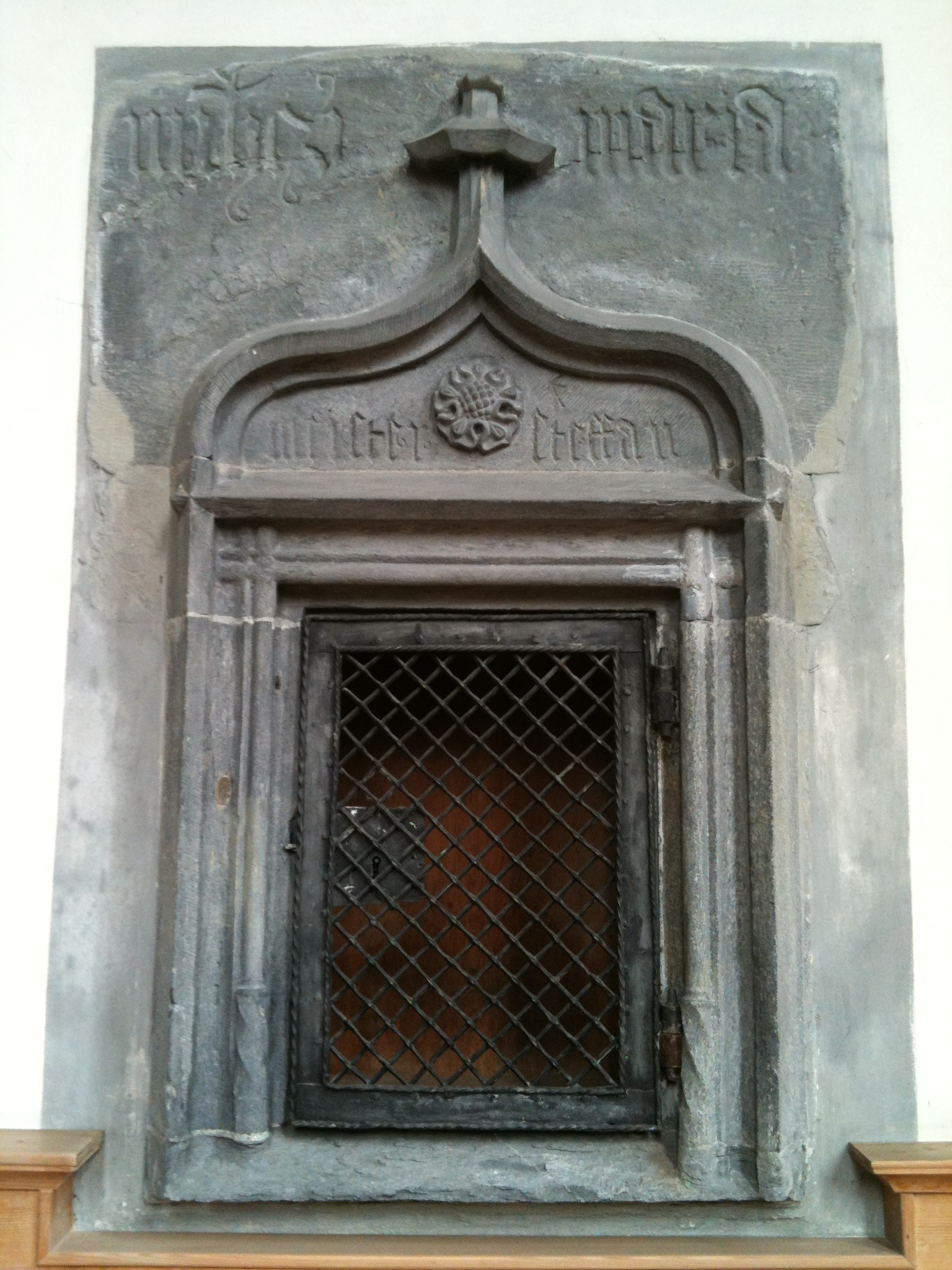
Sakramentshäuschen im Chor